# David Gomez
David Gomez Pimenta (San Paolo, 5 settembre 1988) è un ex calciatore brasiliano, di ruolo attaccante.

## Carriera
Ha giocato nella massima serie israeliana.